# Lachemilla schiedeana
Lachemilla schiedeana är en rosväxtart som beskrevs av Per Axel Rydberg. Lachemilla schiedeana ingår i släktet Lachemilla och familjen rosväxter. Inga underarter finns listade i Catalogue of Life.